# Iglesia de San Antonio de Padua (San Antonio de Maturín)
La iglesia de San Antonio de Padua es un templo católico ubicado en la población de San Antonio de Maturín, Venezuela. 

## Historia
Fue construida en 1794 por los indígenas de San Antonio y bajo la dirección del fraile capuchino Juan de Aragües. Alexander von Humboldt la visitó en 1799. Es Monumento Histórico Nacional desde 1960.

## Descripción
Tiene formas predominantes del estilo barroco colonial y elementos neoclásicos. En el interior se encuentra un museo colonial, un cuadro sobre la Última Cena pintado por Lorenzo Rodríguez y los restos del fraile capuchino Gerónimo de Muro, fundador de San Antonio de Maturín. En la base interior de la cúpula se puede ver la pintura de la “Cabeza de Vaca”. 